# Artère circonflexe fémorale médiale
L'artère circonflexe fémorale médiale (ou artère circonflexe fémorale interne ou artère circonflexe interne ou artère circonflexe postérieure de la cuisse) est une artère du membre inférieur située dans la partie supérieure de la cuisse.

## Origine
L'artère circonflexe fémorale médiale naît de la face postéro-médiale de l'artère profonde de la cuisse près de son origine.

### Variation
L'artère circonflexe fémorale médiale peut naitre directement de l'artère fémorale (18% des cas) ou d'un tronc commun avec l'artère circonflexe fémorale latérale (1% des cas)

## Trajet
L'artère circonflexe fémorale médiale s'enroule autour de la face médiale du fémur pour longer sa face postérieure et la face postérieure du col fémoral. Dans ce trajet, elle passe d’abord entre les muscles pectiné et psoas-iliaque, puis entre les muscles obturateur externe et court adducteur. Elle est satellite du tendon du muscle obturateur externe.

## Branches collatérales
Au niveau du bord supérieur du muscle court adducteur, l'artère circonflexe fémorale médiale donne deux branches : un rameau ascendant et un rameau descendant.

## Anastomoses
L'artère circonflexe fémorale médiale s’anastomose avec l’artère circonflexe fémorale latérale, l’artère glutéale inférieure et la première artère perforante de la cuisse.

## Zone de vascularisation
L'artère circonflexe fémorale médiale vascularise les muscles adducteurs de la hanche, le muscle gracile, le muscle pectiné et le muscle obturateur externe.
Il vascularise également la tête fémorale et le col fémoral.

## Aspect clinique
Les branches de l'artère fémorale circonflexe médiale irriguant la tête et le col du fémur sont souvent déchirées lors des fractures du col fémoral et des luxations de la hanche pouvant une ostéonécrose de ces éléments osseux.